# Biham (Stern)
Biham oder Baham („der Viehbestand“), Bayer-Bezeichnung Theta Pegasi, ist ein Stern im Sternbild Pegasus. Biham gehört der Spektralklasse A2 an und besitzt eine scheinbare Helligkeit von +3,52 mag. Er ist ca. 96 Lichtjahre von der Sonne entfernt (Hipparcos Datenbank).